# Wes Washpun
Wesley Lamar "Wes" Washpun (Cedar Rapids, Iowa, 26 de marzo de 1993) es un baloncestista estadounidense que pertenece a la plantilla del Larisa B.C. de la A1 Ethniki. Con 1,85 metros de estatura, juega en la posición de base.

## Trayectoria deportiva

### Universidad
Jugó una temporada con los Volunteers de la Universidad de Tennessee, en la que apenas tuvo oportunidades de jugar, siendo transferido en 2012 a los Panthers de la Universidad del Norte de Iowa, donde, tras cumplir el preceptivo año en blanco impuesto por la NCAA, jugó tres temporadas más, en las que promedió 10,1 puntos, 3,4 rebotes y 3,9 asistencias por partido,
En su primera temporada en el equipo de su estado natal fue incluido en el mejor quinteto de debutantes de la Missouri Valley Conference, al año siguiente elegido mejor sexto hombre de la conferencia, mientras que en su temporada sénior  fue el jugador más destacado del torneo de la MVC e incluido en el segundo mejor quinteto de la conferencia.

### Profesional
Tras no ser elegido en el Draft de la NBA de 2016, se unió a Los Angeles Clippers para disputar las Ligas de Verano de la NBA, El 10 de julio fichó por el MHP Riesen Ludwigsburg de la Basketball Bundesliga, con los que disputó 15 partidos entre liga y Champions League, en los que promedió 6,9 puntos y 3,2 asistencias, siendo despedido el 5 de diciembre.
El 26 de diciembre de 2016 fue adquirido por los Iowa Energy de la NBA Development League.
En la temporada 2019-20, jugaría en Letonia en las filas del BK Ventspils.
Comenzaría la temporada 2020-21 en las filas del BC Nokia de la Korisliiga, en el que promedia 17,17 puntos en 12 partidos disputados.
En enero de 2021, firma por el Larisa B.C. de la A1 Ethniki.